# G-men (잡지)
G-men (ジーメン, 지멘)은 후루카와 서점에서 발매하는 일본의 월간 게이 잡지이다. 일본에서만 발매하며, 가격은 1800엔이다. 일본의 게이 잡지는 많은 게이 문화와 마찬가지로 '타입'으로 분류되어 있는데, (근육, 노인, 특정 직업 등) G-men은 1980년대 인기를 끌었던 날씬한 야오이 영향의 스타일에 반대되는 "마초 판타지"를 선호하는 게이 남성들을 위해 1994년 창간한 잡지로, "마초 타입" (근육, 베어 남성)과 가텐케이 (ガテン系, 블루 칼라 노동자)를 중점으로 다룬 것이 특징이다.
게이 남성들이 선호하는 잡지와 동일하게 G-men도 사설과 사진, 소설, 만화로 구성되어 있다. G-men은 더욱 명확한 판타지 이미지로 잡지의 정체성을 표현하고, 다른 게이 남성 잡지가 단편만을 연재하던 것과는 다르게 장편 만화를 연재하면서 매달마다 지속적으로 잡지를 구매하도록 유도하여 고정 독자층을 확보할 수 있었다. 타가메 겐고로의 작품은 G-men의 스타일에 중요한 영향을 끼쳤는데, 처음 60호까지 표지 그림을 그렸을 뿐 아니라, 만화를 연재하기도 하였다. 또한, G-men은 처음으로 게이 만화 단행본을 출판한 회사 중 하나로, 타가메의 작품을 비롯해 G-men에서 출판된 만화는 게이 남성 만화가 시장성 있는 분야로 발전하는데 영향을 주었다.
G-men은 대략 300-500쪽 분량으로 발간하며, 일부 쪽에는 20대에서 30대의 털이나 수염이 많은 남성, 또는 근육질 남성의 광택 컬러와 흑백 사진, 일러스트가 실려있다. 이 사진들은 성적인 묘사가 뚜렷하지 않으나, 일본의 잡지 규제에 따라서 검열을 거친다. 일부 사진은 훈도시와 같은 일본의 전통 요소를 주제로 따르기도 한다. G-men은 외설적인 사진과 소설을 다루고 있지만 성인 잡지로 간주하지 않는다.
다른 잡지에서 주로 다루는 바라족과 단편 소설, 연재 소설의 비중이 적으며, 각 달마다 공동체 목록, 몇가지 소설과 만화, 그리고 온천, 클럽, 호텔, 바, 카페, 식당, 호스트 바, 매춘 업소와 같은 게이와 관련된 업체 광고를 싣고 있다.
구독자가 무료로 개인 광고를 실을 수도 있으며, 이를 통해 각 달마다 몇 장에 애인이나 친구, 섹스 파트너를 찾는 광고가 실린다. 이러한 광고는 일본에서 게이 남성이 다른 상대를 찾는 방법으로 오랫동안 인기를 끌었으나, 최근에는 인터넷이나 모바일 애플리케이션이 그 방법을 대신하고 있는 추세이다.